# Henri Coiffait
Henri Coiffait (* 28. Juni 1907 in Moutiers-au-Perche, Département Orne; † 21. Mai 1989 in Toulouse) war ein französischer Koleopterologe.

## Leben
Coiffait war bereits als Kind ein leidenschaftlicher Käfersammler. Nach der Absolvierung der L’Ecole normale d’instituteurs in Le Mans wurde er Lehrer im Département Sarthe. Bis 1939 hatte er eine wichtige Käfersammlung zusammengetragen und seine erste Kurzflüglerart beschrieben. 
Während des Zweiten Weltkriegs diente er als Fliegeroffizier und 1947 wurde er zum Hauptmann der Reserve befördert. 
Von 1940 bis 1945 lebte Coiffait in Pau beziehungsweise Toulouse. Ab 1945 studierte er in Bordeaux Naturwissenschaften, wo er 1947 seine Licence erhielt. Während der Kriegsjahre entwickelte Coiffait ein Interesse für die Höhlenforschung, die später ein wichtiger Bestandteil seiner wissenschaftlichen Karriere wurde. In 57 seiner 280 Publikationen beschäftigte er sich mit höhlenbewohnenden Käfern. 
Nach dem Zweiten Weltkrieg war er wissenschaftlicher Mitarbeiter im Labor des Centre national de la recherche scientifique in Moulis im Département Ariège und 1958 wurde er Mitglied und schließlich Forschungsbeauftragter an der naturwissenschaftlichen Fakultät der Universität Toulouse. 
Nach der Gründung der Zeitschrift Annales de Spéléologie im Jahr 1959 wurde er Chefredakteur. Im Jahr 1970 gründete Coiffait die Zeitschrift Nouvelle Revue d’Entomologie, von der ab 1971 die erste Ausgabe erschien. 1972 erschien sein wichtigstes Werk Coléoptères Staphylinidae de la région paléarctique occidentale, von dem bis 1984 mehrere Ergänzungsbände veröffentlicht wurden. Coiffait leistete einen wichtigen Beitrag zur Kenntnis der Kurzflügler (Staphylinidae). Er beschrieb 1899 Käferarten und 178 Gattungen aus den Familien Carabidae, Leiodidae und Staphylinidae, wovon letztere mit 1775 Arten und 158 Arten den größten Teil seiner Arbeit ausmacht. Coiffets Sammlung, die sich im Muséum national d’histoire naturelle in Paris befindet, umfasst 799 Holotypen, 5020 Paratypen und 1907 Arten.

## Auszeichnungen und Dedikationsnamen
1959 erhielt Coiffait den Prix Jean Dollfus der Société entomologique de France. Nach ihm sind über 100 Käfertaxa aus den Familien Neanuridae, Carabidae, Melyridae, Chrysomelidae und Staphylinidae benannt.